# Roncà
Pour les articles homonymes, voir Ronca (homonymie).
Roncà est une commune italienne de la province de Vérone dans la région Vénétie en Italie.

## Administration
| Période                                  | Période | Identité | Étiquette | Qualité |
| ---------------------------------------- | ------- | -------- | --------- | ------- |
|                                          |         |          |           |         |
| Les données manquantes sont à compléter. |         |          |           |         |

### Hameaux
Terossa

### Communes limitrophes
Arzignano, Chiampo, Gambellara, Montebello Vicentino, Montecchia di Crosara, Montorso Vicentino, San Giovanni Ilarione